# Triển khai
Sự triển khai hoặc sự thực hiện (tiếng Anh: implementation) là sự hiện thực hóa một ứng dụng, hoặc sự thực thi một kế hoạch, ý tưởng, mô hình, thiết kế, đặc tả, tiêu chuẩn, thuật toán, hoặc chính sách.

## Định nghĩa đặc thù trong công nghiệp

### Khoa học máy tính
Trong khoa học máy tính, một bản triển khai là sự hiện thực hóa một đặc tả kỹ thuật hoặc thuật toán để làm thành một chương trình, thành phần phần mềm hoặc hệ thống máy tính khác thông qua việc lập trình máy tính và triển khai phần mềm. Nhiều bản triển khai có thể tồn tại cho một đặc tả hoặc tiêu chuẩn nhất định. Ví dụ: các trình duyệt web chứa các bản triển khai của Hiệp hội World Wide Web (tức là các bản đặc tả được khuyến nghị), và các công cụ phát triển phần mềm chứa các bản triển khai của các ngôn ngữ lập trình.
Một trường hợp đặc biệt xảy ra trong lập trình hướng đối tượng, khi một 'lớp cụ thể' triển khai một giao diện; trong trường hợp này, lớp cụ thể là một bản triển khai của giao diện đấy và nó bao gồm các phương thức là các bản triển khai của các phương thức mà được giao diện đó chỉ định.

### Công nghệ thông tin
Trong công nghiệp công nghệ thông tin, sự triển khai đề cập đến quá trình hậu mãi là hướng dẫn khách hàng từ chuyện mua hàng đến chuyện sử dụng phần mềm hoặc phần cứng đã mua. Điều này bao gồm phân tích yêu cầu, phân tích tầm vực, tùy chỉnh, tích hợp hệ thống, chính sách người dùng, đào tạo người dùng và phân phối. Các bước này thường được giám sát bởi người quản lý dự án bằng các 'phương pháp luận' quản lý dự án. Các bản triển khai phần mềm thì liên quan đến một số chuyên gia mà họ tương đối mới đối với nền kinh tế dựa trên tri thức như nhà phân tích kinh doanh, nhà phân tích kỹ thuật, kiến trúc sư giải pháp và nhà quản lý dự án.
Để triển khai một hệ thống một cách thành công, nhiều tác vụ liên quan đến nhau cần được tiến hành theo một trình tự thích hợp. Việc sử dụng một ''phương pháp luận' triển khai đã được chứng minh tốt' và tranh thủ tư vấn chuyên môn thì có thể giúp ích, nhưng thường thì chính số lượng các tác vụ, việc lên kế hoạch kém và việc cung ứng không thỏa đáng thì mới gây ra vấn đề với một dự án triển khai, chứ không phải là do những tác vụ bất kỳ nào đó trở nên cá biệt khó khăn. Tương tự như vậy với các vấn đề văn hóa, chính chuyện thiếu sự bàn bạc thỏa đáng và thiếu sự giao tiếp hai chiều mới là những thứ gò nén việc đạt thành kết quả mà người ta mong muốn.

### Khoa học chính trị
Trong khoa học chính trị, sự triển khai đề cập đến việc chấp hành chính sách công. Cơ quan lập pháp thông qua luật rồi sau đó luật được thực hiện bởi các công chức viên làm việc trong các cơ quan quan liêu. Quá trình này gồm có xây dựng quy tắc, quản trị quy tắc và xét xử quy tắc. Các yếu tố ảnh hưởng đến việc thực hiện bao gồm ý định lập pháp, năng lực hành chính của bộ máy quan liêu thi hành, hoạt động nhóm lợi ích và sự phản đối, và sự hỗ trợ thuộc tổng thống hoặc hành pháp.
Trong quan hệ quốc tế, sự thực hiện đề cập đến một giai đoạn lập hiệp ước quốc tế. Nó đại diện cho giai đoạn khi các điều khoản quốc tế được ban hành trong nước thông qua luật pháp và quy định. Giai đoạn thực hiện khác với việc phê chuẩn một điều ước quốc tế.

### Khoa học xã hội và sức khỏe
Sự thực hiện được định nghĩa là một tập hợp các hoạt động đặc thù được thiết kế để đưa vào thực tiễn một hoạt động hoặc chương trình có kích thước đã biết. Theo định nghĩa này, các quy trình thực hiện là có mục đích và được mô tả chi tiết đầy đủ để cho các nhà quan sát độc lập có thể phát hiện sự hiện diện và sức mạnh của các "tập hợp hoạt động đặc thù" có liên quan đến sự thực hiện. Ngoài ra, hoạt động hoặc chương trình mà đang được thực hiện thì được mô tả chi tiết đầy đủ để cho các nhà quan sát độc lập có thể phát hiện sự hiện diện và sức mạnh của nó."

### Tài nguyên nước và thiên nhiên
Trong tài nguyên nước và thiên nhiên, sự thực hiện đề cập đến sự thực tế hóa các 'thực hành quản lý tốt nhất' với mục tiêu cuối cùng là giữ gìn tài nguyên thiên nhiên và cải thiện chất lượng của các vùng nước.

#### Các dạng
- Chuyển hóa trực tiếp [en]
- Vận hành song song [en], còn được gọi là bước song song
- Thực hiện theo giai đoạn [en]

## Vai trò của người dùng cuối
Việc triển khai hệ thống thường được hưởng lợi từ mức độ cao của sự liên can người dùng và sự hỗ trợ quản lý. Sự tham gia của người dùng vào thiết kế và vận hành của hệ thống thông tin thì có một số kết quả tích cực. Đầu tiên, nếu người dùng liên can nhiều vào thiết kế hệ thống, họ sẽ đưa cơ hội để nhào nặn hệ thống đấy theo các ưu tiên và yêu cầu kinh doanh của họ, và nhiều cơ hội hơn để kiểm soát kết quả. Thứ hai, nhiều khả năng là 'họ phản ứng một cách tích cực với quá trình thay đổi' hơn. Việc kết hợp kiến thức và chuyên môn của người dùng dẫn đến các giải pháp tốt hơn.
Mối quan hệ giữa người dùng và các chuyên gia hệ thống thông tin thì theo truyền thống là một 'miền vấn đề' đối với các nỗ lực triển khai hệ thống thông tin. Người dùng và chuyên gia hệ thống thông tin thì có xu hướng có nền tảng, sở thích và ưu tiên khác nhau. Điều này được gọi là khoảng hở giao tiếp giữa người dùng và nhà thiết kế. Các khác biệt này dẫn đến bất đồng trong lòng trung thành với tổ chức, bất đồng trong việc giải quyết vấn đề, và bất đồng từ vựng. Ví dụ về các khác biệt hoặc các mối bận tâm ở dưới đây:

### Bận tâm của người dùng
- Hệ thống sẽ cung cấp thông tin mà tôi cần cho công việc của tôi chứ?
- Tôi có thể truy cập dữ liệu nhanh đến thế nào?
- Tôi có thể truy xuất dữ liệu nhanh đến thế nào?
- Tôi sẽ cần bao nhiêu hỗ trợ văn thư để nhập liệu vào hệ thống?
- Sự vận hành của hệ thống sẽ hợp với lịch trình công chuyện hằng ngày của tôi như thế nào?[1]

### Bận tâm của nhà thiết kế
- Tập tin chủ sẽ tiêu tốn bao nhiêu dung lượng kho đĩa?
- Cần bao nhiêu dòng mã chương trình để triển khai chức năng này?
- Làm thế nào để chúng ta có thể cắt giảm thời gian CPU khi chúng ta chạy hệ thống?
- Những cách hiệu quả nhất để lưu trữ dữ liệu này là gì?
- Chúng ta nên sử dụng hệ quản lý cơ sở dữ liệu nào?[2]